# U 37 (Kriegsmarine)

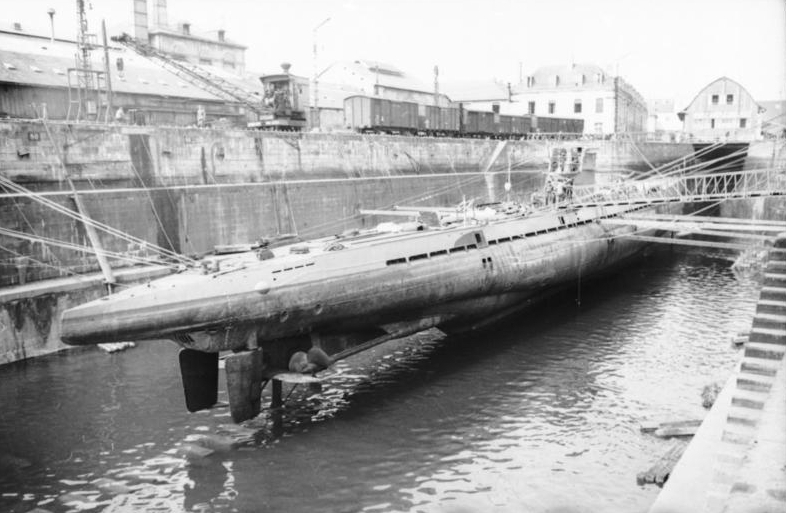
U 37 bij Lorient in 1940

De U 37 was een Duitse U-boot van de IXA-klasse van de Kriegsmarine in de Tweede Wereldoorlog. Hij was de eerste onderzeeboot die samenwerkte met de Luftwaffe. Deze samenwerking bleef niet duren.

## Geschiedenis
De U 37 met commandant Asmus Nicolai Clausen ontmoette in de buurt van Gibraltar een konvooi, dat op weg was naar Engeland in januari 1941. Met behulp van radiosignalen over een afstand van 150 mijl, loodste de U 37 enkele Focke-Wulf vliegtuigen naar dit konvooi. De vliegtuigen voerden een geslaagde bomaanval uit, maar dat was precies het omgekeerde van de manier waarop de samenwerking tussen U-boten en luchtwapen bedoeld was. Het duurde vele maanden voordat de bemanningen van de vliegtuigen door opleiding en ervaring zover waren, dat ze een werkzaam, succesvolle aandeel konden hebben, in de operaties van het onderzeebootwapen. De bedoeling was, dat de vliegtuigen de konvooien zouden verkennen, en, de onderzeeërs rapporteren wáár de konvooien zich bevonden. Gezamenlijk zouden ze de konvooien bestoken. Maar, hier was het ook een kwestie, wie met de eer zou gaan lopen. Het was een prestigekwestie tussen de Luftwaffe en de Kriegsmarine.
Op 2 januari 1941 ontmoette admiraal Karl Dönitz groot-admiraal Erich Raeder in Berlijn en lichtte hem dit plan van samenwerking Luftwaffe/Kriegsmarine toe. Raeder was volkomen met Dönitz' plan eens en zorgde dat hij een onderhoud kreeg met generaal Alfred Jodl, stafchef van het OKW. Jodl was onder de indruk van Dönitz argument en zorgde dat de kwestie onder aandacht van Hitler kwam. Reeds op 7 januari gaf Hitler persoonlijk bevel, een groep lange-afstandsvliegtuigen van het type Focke-Wulf Fw 200 Condor in Bordeaux te stationeren. De vliegtuigen moesten onttrokken worden van Hermann Görings' luchtwapen en ingedeeld worden bij het onderzeebootwapen.
Op 7 januari nodigde Göring Dönitz uit voor een bezoek in zijn hoofdkwartier-trein, waarmee hij tot vlak achter Dönitz' Franse commandopost was gereisd. De luchtmaarschalk was ontevreden over het plan en wilde het ongedaan maken, omdat de Führer hem daarmee had gepasseerd. Daar weigerde Dönitz aan Göring zijn medewerking om het bevel ongedaan te maken. In een ijzige sfeer verliet Dönitz de trein van de Rijksmaarschalk. Ze zijn het altijd oneens met elkaar gebleven, in de verdere loop van de oorlog.
Op 8 februari 1941 volgde de U 37 het konvooi HG-53 tot laat in de nacht. Hij viel pas op 9 februari aan en torpedeerde drie vrachtschepen gedurende de volgende twee dagen. Maar ook bracht een Duitse Focke-Wulf Condor-bommenwerper van de 2/KG 40 Luftwaffe, op 9 februari vijf vrachtschepen mee tot zinken. De zware kruiser Admiral Hipper verscheen ook op het strijdtoneel en bracht een achterblijver op 11 februari tot zinken.

## Commandanten
- 4 aug. 1938 - 24 sep. 1939: Heinrich Schuch
- 25 sep. 1939 - 6 mei 1940: KrvKpt. Werner Hartmann (Ridderkruis)
- 6 mei 1940 - 26 okt. 1940: Kptlt. Victor Oehrn (Ridderkruis)
- 26 okt. 1940 - 2 mei 1941: Kptlt. Asmus Nicolai Clausen (Ridderkruis)
- 3 mei 1941 - 15 nov. 1941: Kptlt. Ulrich Folkers (Ridderkruis)
- 16 nov. 1941 - 30 juni 1942: Gustav-Adolf Janssen
- 1 juli 1942 - 3 jan. 1943: Albert Lauzemis
- 4 jan. 1943 - 19 nov. 1943: Hinrich Kelling
- 20 nov. 1943 - 8 jan. 1944: Oblt. Peter Gerlach
- 9 jan. 1944 - 21 dec. 1944: Oblt. Wolfgang Seiler
- 22 dec. 1944 - 8 mei 1945: Kptlt. Eberhard von Wenden